# Huscarl
Huscarls (von altnordisch húskarlar; auch Huskarl) waren Krieger der persönlichen Leibgarde von skandinavischen Adligen und Königen. Der Name stammt aus dem Altnordischen und setzt sich aus den Elementen hús (Hausstand) und karl (freier, waffenfähiger Mann) zusammen. Die Gesamtheit der Huscarls wurde im angelsächsischen Raum auch als Hirth (Hausmacht) bezeichnet. In späteren Zeiten wurden damit sämtliche Truppen eines Adelshauses bezeichnet, die teilweise die einzigen Berufssoldaten des Königreichs waren. Der Rest der Armeen bestand meistens nur aus Milizen, die Fyrd genannt wurden, zwangsverpflichteten Bauern und gelegentlich Söldnern. Die Anzahl der Huscarls lag meistens unter 2000 Soldaten im Königreich.

## Geschichte

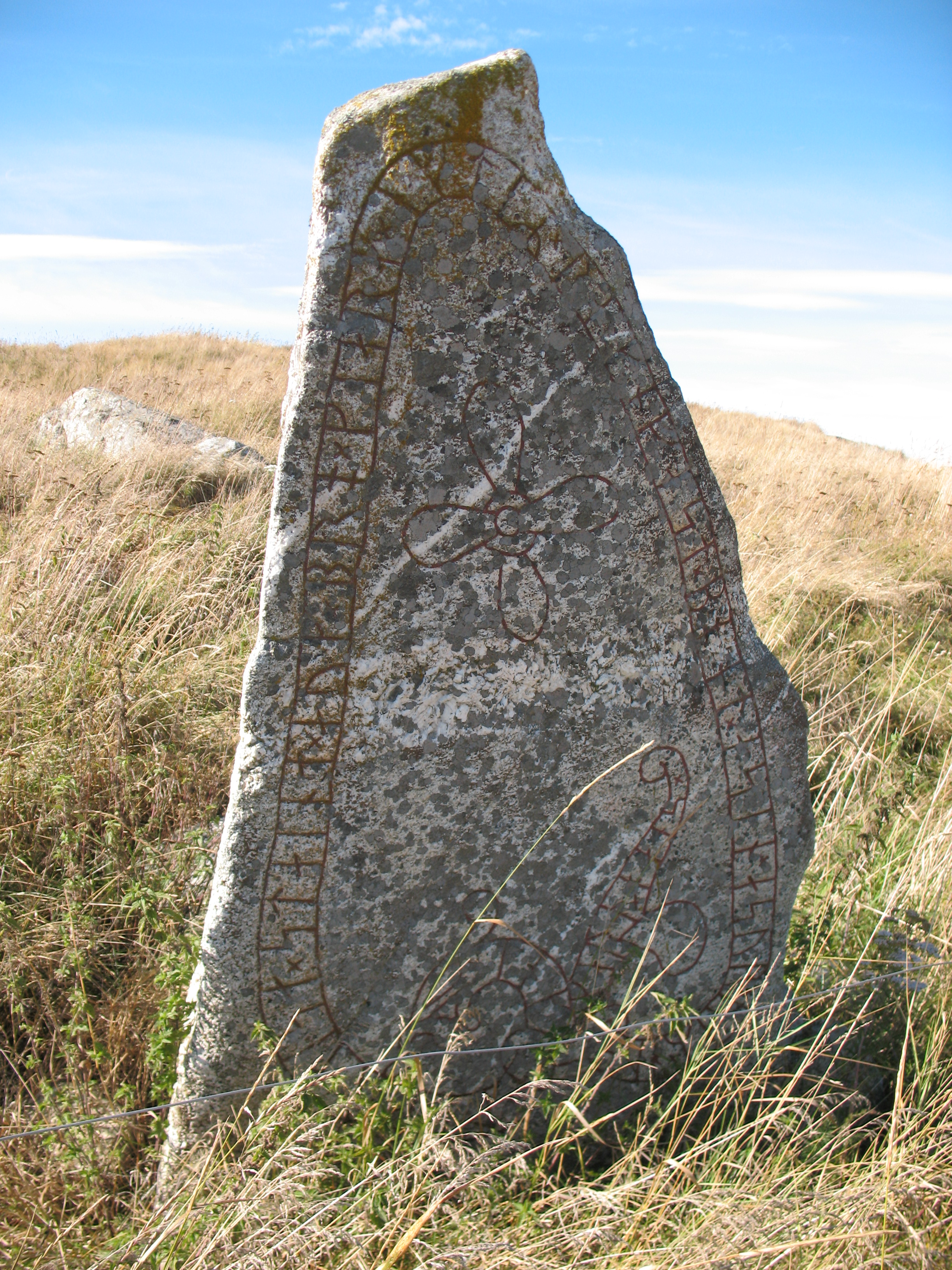
Der Runenstein von Snåttsta (U 330) erwähnt einen Asser (Assurr), der Ragnfasters huskarl war. Auch die Runensteine U 184 von „Össeby kyrkoruin“ U240 von Lingsberg und U 335 von Orkesta erwähnen einen Huskarl

Der Begriff taucht auf verschiedenen schwedischen Runensteinen auf. Knut der Große führte den Begriff in England ein, als er das angelsächsische England besetzte. In England gab es etwa 3000 Huscarls, für deren Bezahlung eigens eine spezielle Steuer eingeführt wurde. Der König sorgte für Unterkunft und Verpflegung und hatte so im Gegensatz zu den „Fyrd“ eine ständig zur Verfügung stehende Berufsarmee, die in Friedenszeiten auch zu Repräsentationszwecken eingesetzt wurde.
Die Armee der Huscarls war bekannt für ihr professionelles Training und ihre gute Ausrüstung. Die Kampffähigkeiten der Soldaten wurden ständig genau überprüft. Ein Adliger forderte zum Beispiel, dass jeder, der sich um Aufnahme als Huscarl bewarb, ein Schwert mit Goldeinlegearbeiten besitzen müsse. Dadurch stellte er sicher, dass Bewerber wirtschaftlich gut genug gestellt waren, um sich eine Ausrüstung guter Qualität kaufen zu können.
Obwohl Huscarls im Gebrauch einer Vielzahl von Waffen geübt waren, wie dem einhändigen Schwert und der Wurfaxt, waren sie besonders gefürchtet für die einzigartige Handhabung der Bartaxt, der „Skeggox“ oder auch „Dänischen Axt“. Darstellungen darüber findet man auf dem Teppich von Bayeux.
Obwohl der Teppich von Bayeux nur eine statische Abbildung der Schlacht von Hastings ist, kann man auf ihm viel über den Kampfstil der Huscarls erfahren. Auf einer Abbildung sieht man sie in der taktischen Formation des „Schildwalls“. Bei dieser Formation bildeten die Huscarls eine Reihe aus Schilden, ähnlich der griechischen Phalanx. Diese Taktik entsprach nicht der üblichen angelsächsischen Kampftechnik, die eher aggressives Angreifen vorsah, so dass vermutet wird, dieser „Schildwall“ sei wohl eher defensiv zur Abwehr von zahlenmäßig überlegenen Angreifern benutzt worden, besonders wenn Reiter und Bogenschützen angriffen wie die Normannen in der Schlacht bei Hastings.
Eine weitere Kampftechnik  der Huscarls findet sich auf dem Teppich von Bayeux. Dort ist deutlich zu sehen, dass sie ihre Äxte in der linken Hand hielten, während es ansonsten üblich war, die Axt mit der rechten Hand zu benutzen. Dadurch griffen sie bei ihrem Gegenüber die vom Schild nicht geschützte rechte Seite an und zwangen ihn, den Schild hochzunehmen und eine defensive Haltung einzunehmen.

## Die Schlacht von Hastings

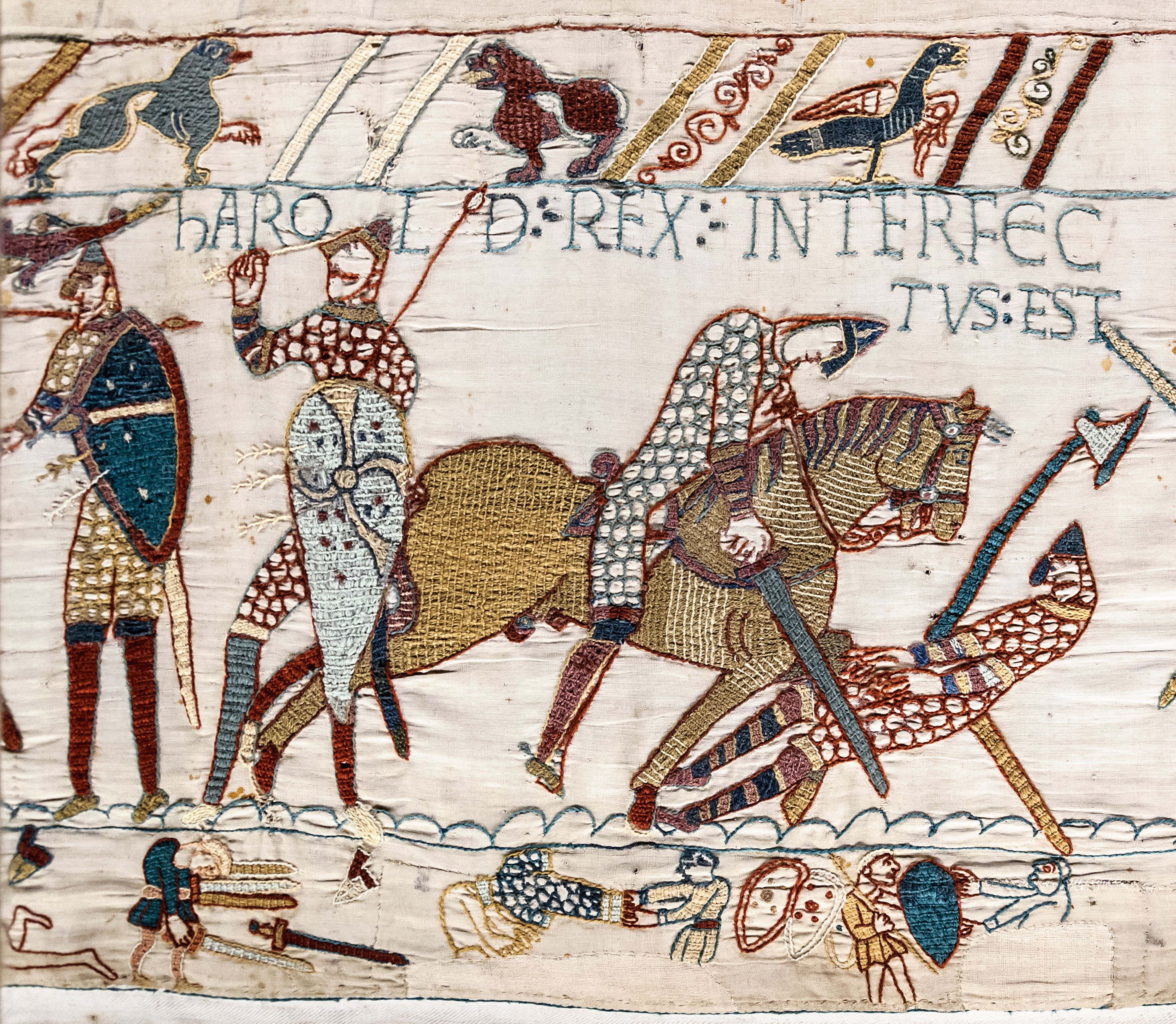
Niederlage der Huscarls auf dem Teppich von Bayeux

Die bekannteste Huscarlarmee ist diejenige, die König Harold Godwinsons 1066 in die Schlacht von Hastings führte. Ihre vernichtende Niederlage kann auf mehrere Gründe zurückgeführt werden, aber ausschlaggebend dürfte die Kampftechnik der Angelsachsen gewesen sein, die fest in ihren Traditionen verwurzelt und der fortschrittlicheren Armeeorganisation Wilhelms des Eroberers schlussendlich nicht gewachsen waren. Während Wilhelms Panzerreiter zu Fuß zum Schlachtfeld marschierten, um ihre Pferde zu schonen, ritten die Huscarls nach Hastings, um dort dann zu Fuß zu kämpfen. So fehlte ihnen später eine schlagkräftige Reiterei für den Kampf gegen die Normannen. Noch dazu waren Harolds Truppen nach einen Gewaltmarsch aus dem Norden der Insel erschöpft: Sie hatten wenige Tage zuvor norwegische Invasoren unter Harald Hardrada und Harolds Bruder Tostig Godwinson bei Stamford Bridge geschlagen und mussten sich dann so rasch wie möglich nach Süden wenden, um dort den Normannen entgegenzutreten.
Wilhelm hatte Reiter und eine große Zahl von Bogenschützen zur Verfügung, die zunächst aber nicht effizient eingesetzt werden konnten. Da Harold seine Armee auf einem Hügel aufgestellt hatte, konnten die normannischen Bogenschützen zunächst nur wenig gegen sie ausrichten, und die Reiterei, die bergauf angreifen mussten, scheiterte mehrere Male am festgefügten „Schildwall“ der Huscarls.
Nachdem Wilhelm den Schildwall auch mit seiner Infanterie angegriffen hatte und seine Soldaten sich danach zum Schein wieder zurückzogen, missachteten die Angelsachsen den Befehl Harolds, auf keinen Fall den Feind zu verfolgen, und  damit den Schildwall zu öffnen. Ohne ihren Standortvorteil auf dem Hügel wurden die Angelsachsen von den normannischen Reitern am Fuß des Hügels niedergemacht und die Schlacht endete mit einer angelsächsischen Niederlage.
Mit der Schlacht von Hastings begann der Niedergang der Huscarls und der angelsächsischen Lebensweise. Die Überlebenden der Schlacht flohen auf den europäischen Kontinent und verdingten sich dort als Söldner. Einige von ihnen erreichten sogar Byzanz und schlossen sich dort der Warägergarde an. Im 12. Jahrhundert dienten so viele Angelsachsen in der Garde, dass sie auch als die „Englische Garde“ bezeichnet wurde.

## Andere Bedeutungen
Bei Darstellungen auf Living-History-Veranstaltungen wird heutzutage ein bestimmter Kampfstil „Huscarl“ genannt. Dieser Stil wurde auf Initiative des Engländers Alban Depper im Jahre 1999 angeregt. Ziel sollte sein, sich unter Verwendung von Schaukampfwaffen, also stumpfen Repliken frühmittelalterlicher Waffen, einer möglichst realistischen Form des Freikampfes anzunähern. Mittlerweile versteht sich Huscarl auch als ein sich stetig entwickelnder, praxisbezogener Ansatz zur Rekonstruktion historischer europäischer Kampfkünste und Kriegstechniken. Sowohl moderne effiziente Kampfkünste, wie auch die überlieferten Codices und Fechtbücher des späten Mittelalters, insbesondere die Grundprinzipien von Johannes Liechtenauer, üben spürbaren Einfluss auf diese Kampfform aus.